# Grisetåodde
Grisetåodde er betegnelsen for den halvø, hvorfra Oddesundbroen går over Limfjorden til Thyholm.
Grisetåodde ligger mellem Nissum Bredning og Oddesund på den vestlige side og Venø Sund på den nord og østlige side.
Grisetåodde var indtil kommunesammenlægningen mellem Struer og Thyholm kommuner det nordligste sted i Struer Kommune. På den nordligste ende af halvøen står det fredede Grisetåodde Fyr.

## Eksterne kilder og henvisninger
56°34′45″N 8°33′50″Ø / 56.57917°N 8.56389°Ø
|  | Denne artikel om lokaliteten Grisetåodde kan blive bedre, hvis der indsættes et (bedre) billede. Du kan hjælpe ved at afsøge Wikimedia Commons for et passende billede eller lægge et op på Wikimedia Commons med en af de tilladte licenser og indsætte det i artiklen. |